# عظيم أباد (بنستان)
عظیم أباد (بالفارسية: عظیم‌آباد) هي قرية تقع في إيران في قسم بنستان الريفي. يقدر عدد سكانها بـ 19 نسمة .